# Grauet de l'Ullar
El Grauet de l'Ullar és un pas de corriol de muntanya situat a 477,6 m d'altitud entre els termes municipals de Bigues i Riells, al Vallès Oriental, i de Sant Quirze Safaja, al Moianès.
Està situat a la mateixa cinglera dels Cingles de Bertí, al capdamunt de la Madellota, en el vessant nord-occidental del Turó de l'Ullar, a prop del Paller del Boll.